# Деланоэ, Пьер
Пьер Деланоэ (фр. Pierre Delanoë, настоящее имя Pierre Leroyer; 16 декабря 1918, Париж — 27 декабря 2006, Париж) — автор французских песен, автор французской адаптации «Елисейские поля» («Champs-Elysées») шлягера «Waterloo Road».
Написал тексты около 5 тысяч песен, 500 из них получили мировую известность. Песни на его слова исполняли Эдит Пиаф, Джо Дассен, Жильбер Беко, Тино Росси, Джонни Халлидей, Мишель Фюген, Минуш Барелли и Мишель Сарду. Был одним из основателей радиостанции «Европа-1».

## Выборочный список песен
- Les Champs-Élysées («Елисейские Поля») — Джо Дассен
- Et si tu n’existais pas («Если бы не было тебя») — Джо Дассен
- Ciao Bambino, Sorry («Чао, бамбино») — Мирей Матье